# 38P/Stephan-Oterma
38P/Stephan-Oterma, komet Halleyjeve vrste. Ne nosi ime po otkrivatelju, nego po Édouardu Stephanu i Liisi Oterma.